# Vallsur
Vallsur es un centro comercial situado en el municipio de Valladolid, provincia de Valladolid. Es un centro comercial de tres plantas de altura, 2000 plazas de aparcamiento gratuitas, hipermercado, cine, moda y restauración. Se inauguró en el año 1998 y tiene 35 160 m² y 93 tiendas. Se encuentra en el cruce entre el Paseo Zorrilla y la Avenida de Zamora, al sur de la ciudad. 

## Accesos

### Por carretera
- A-62  Autovía de Castilla por salida 128.[3]
- Paseo Zorrilla y la Avenida Salamanca si se viene desde el centro de la ciudad.[3]

### En autobús
- Líneas 1, 5, 18 y 19 de AUVASA.[3]

### A pie o en bici
- El Paseo Zorrilla así como la Avda. Salamanca cuenta con carril bici para llegar hasta Vallsur. Además hay una parada del servicio de alquiler de bicicletas del Ayuntamiento de Valladolid junto a la entrada de Zorrilla.[3]

## Historia

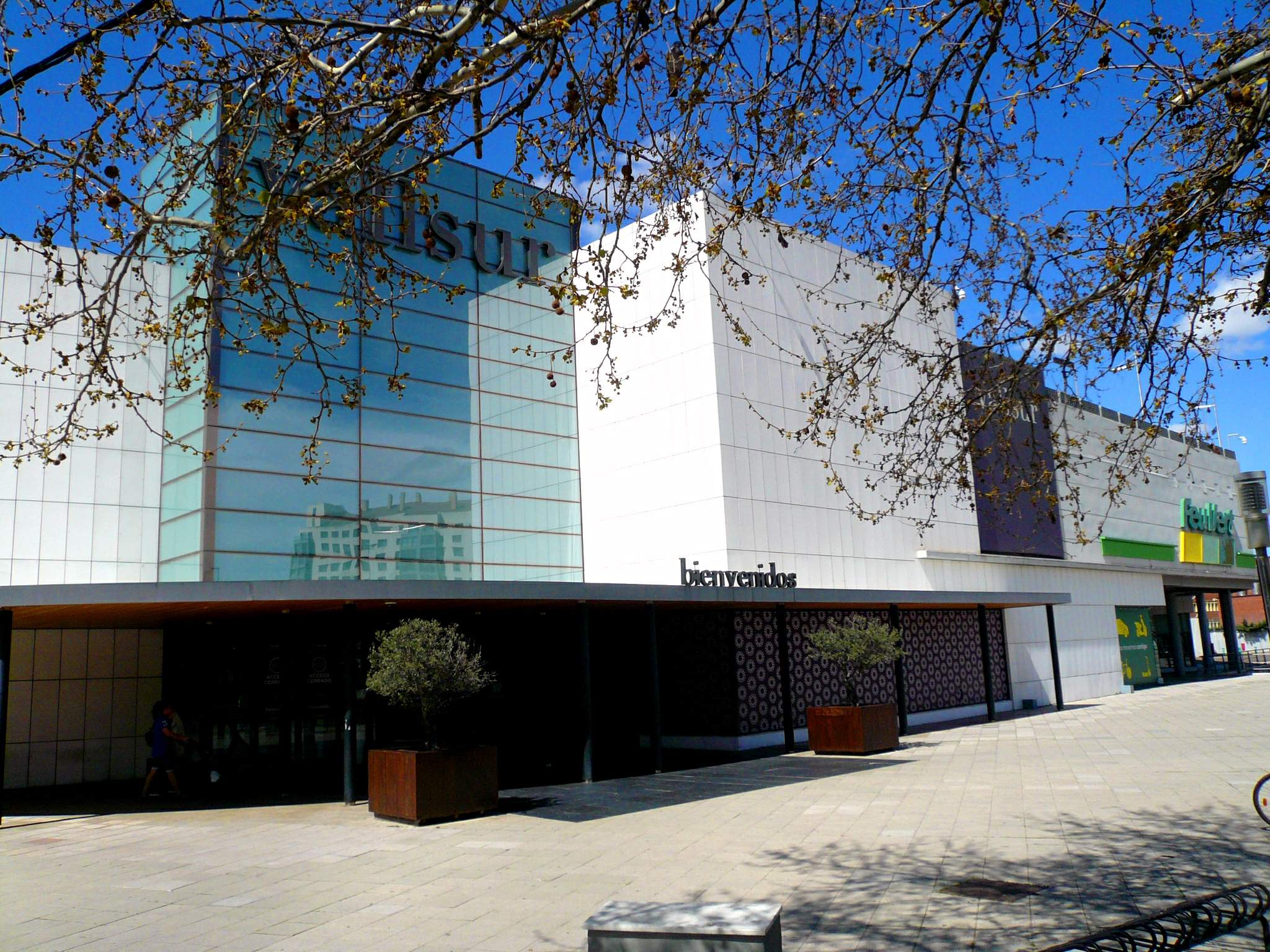
Lateral del centro comercial Vallsur en el año 2022.

El centro comercial VallSur se inauguró en 1998. Su construcción fue en parte para atender a los nuevos barrios recién construidos de Parque Alameda y Covaresa.
En 2023 el centro comercial fue remodelado, aumentando las zonas de ocio.

## Características

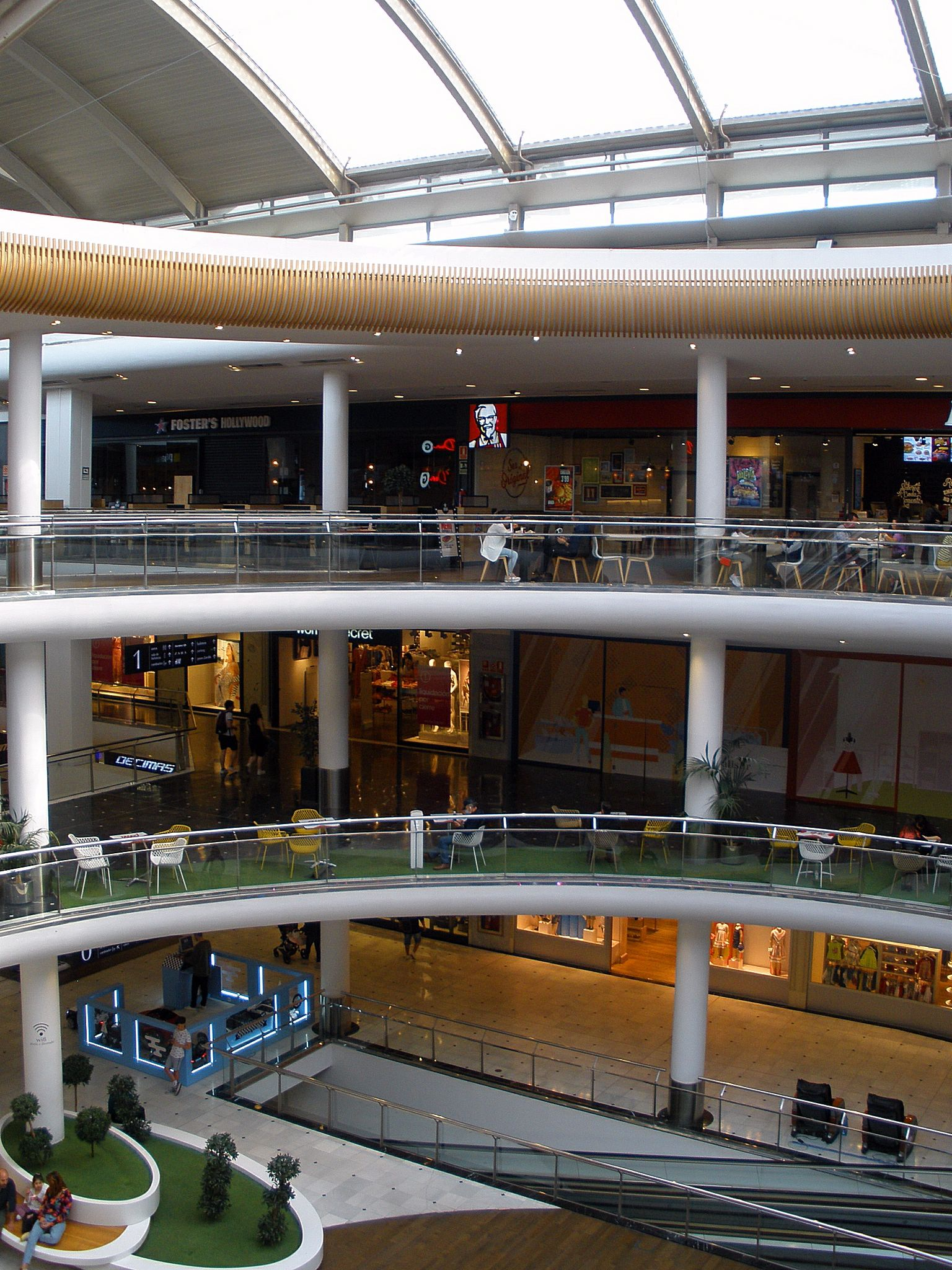
Interior del centro comercial Vallsur en el año 2023.

Tiene una superficie bruta alquilada de 35 160 metros cuadrados y 93 tiendas. Tiene 2.000 plazas de aparcamiento gratuitas.
Tiene una gran zona comercial en las tres plantas además de un hipermercado Carrefour, así como una zona de ocio con ocho salas de cine gestionadas por Cine Yelmo en la tercera planta.
Las tiendas disponibles son:
- 100 Montaditos
- 5àsec
- ALE-HOP
- Álvaro Moreno
- Aw Lab
- Azulmarino New Travel
- Bedda
- Burger King
- Calzedonia
- Carrefour
- Casa Del Libro
- Cine Yelmo Premium
- Décimas
- Digi Móvil
- Dom Barberias
- Don G
- Druni
- Dunkin Coffee
- El Kiosco
- Etam
- Fashion Kids
- Ferretti Gelato e Caffe
- Feu Vert
- Fifty
- Forum Sport
- Foster's Hollywood
- G-Star / Parachute
- Game
- General Optica
- Gino's
- Green Wash
- Greenwich
- Hawkers
- Inside
- Intimissimi
- Juancho´s
- Justo Muñoz
- KFC
- Kiko
- Kilarny
- Kiwoko
- La Casa de las Carcasas
- Llaollao
- Lotería Karambola
- Lovit
- Manolo Bakes
- Máslife
- Maxcolchon
- Mayoral
- Merkal Calzados
- Misako
- Mister Minit
- Movistar
- Mr. Rice
- Multiópticas
- Nails Factory
- New Yorker
- O'Zone
- Olibher
- ONCE
- Orange
- Padthaiwok
- Parfois
- Pepe Taco
- Pomodoro
- Popeyes
- Primor
- Primor - Franck Provost
- Real Valladolid C.F.
- Rebelde
- Reyna Istanbul
- Roselín Joyeros
- Santa Gloria
- Smöoy
- Spagnolo
- Sushi Som
- Time Road
- Urban Poke
- Vallsur Play
- Vas
- Vips
- Yves Rocher